# هيتومي ساتو
هيتومي ساتو (بالكانا:さとう ひとみ) هي ممثلة يابانية، ولدت في 10 أكتوبر 1979 بناغويا في اليابان.

## أعمال

### أفلام
- (1998) رينغ
- (1999) الخاتم 2

### مسلسلات
- ليغل هاي

## وصلات خارجية
- هيتومي ساتو على موقع IMDb (الإنجليزية)
- هيتومي ساتو على موقع قاعدة بيانات الفيلم (الإنجليزية)